# Van Maanens stjärna
Van Maanens stjärna är en vit dvärg i stjärnbilden Fiskarna. Van Maanens stjärna var den andra vita dvärgen man upptäckte och efter Sirius B och Procyon B den närbelägnaste vita dvärgen. Den har en relativt stor egenrörelse, hela 2,98" om året. 
Den har 7/10 av solens massa, men dess diameter och ljusstyrka är mycket mindre.
Van Maanens stjärna upptäcktes av Adriaan Van Maanen år 1917.

## Möjlig kompanjon
Möjligheten att det ska finnas en brun dvärg runt Van Maanens stjärna har varit kontroversiellt i mer än 30 år, med flera olika framsteg. Så sent som 2004, så bekräftade en rapport att dvärgen existerade medan en annan förnekade detta.